# Mario Bergamo
Mario Bergamo (Montebelluna, 8 febbraio 1892 – Parigi, 24 maggio 1963) è stato un politico e antifascista italiano.

## Biografia
Nato da Luigi e Virginia Callegher, studiò presso l'Istituto Cavanis "Collegio Canova" di Possagno, gestito dai Padri Cavanis, e quindi all'Università di Bologna, dove si laureò in legge nel 1914. Successivamente si iscrisse alla facoltà di lettere.
Sempre a Bologna iniziò ad interessarsi di politica, avvicinandosi al Partito Repubblicano Italiano. Nel 1912 fondò con Natale Mazzolà l'Alleanza universitaria repubblicana e, dopo l'attentato di Sarajevo, aderì all'interventismo, collaborando con varie pubblicazioni del movimento.
Dopo aver preso parte alla prima guerra mondiale da volontario, distinguendosi in varie azioni, riprese l'attività politica. Fu fautore della corrente "Repubblica sociale", talvolta definita anche "bergamiana", con idee decisamente rinnovatrici e sociali.
Il 9 aprile 1919 fondò il Fascio di combattimento di Bologna assieme a Leandro Arpinati, Pietro Nenni e al fratello Guido, ma nemmeno un anno più tardi lo abbandonò, in contrasto con l'involuzione politica del movimento. Con la comparsa dello squadrismo, il suo studiò venne per tre volte devastato e lui stesso percosso, essendo ormai visto come leader dei repubblicani bolognesi e capo dell'ala di sinistra del partito.
Tra le altre iniziative che lo videro protagonista in questo periodo, la campagna di stampa a favore dell'attività cooperativistica di Giuseppe Massarenti a Molinella e il sostegno ai gruppi dannunziano-deambrisiani nel periodico La riscossa dei legionari fiumani, in polemica con L'Assalto dei fascisti.
Il 18 febbraio 1920 fu iniziato in Massoneria nella loggia di Bologna "ça ira", appartenente al Grande Oriente d'Italia.
Fu eletto alla Camera del Regno in occasione delle elezioni politiche italiane del 1924. In questa fase sostenne la riforma del partito contro le correnti tradizionaliste, suscitando una certa diffidenza al suo interni; ciononostante, al congresso di Milano del 1925 fu eletto nella direzione e poi segretario politico.
Con lui al vertice, i repubblicani adottarono una linea più intransigente. Attraverso La Voce Repubblicana, Bergamo divenne uno dei più strenui oppositori di Mussolini. Fu contrario alla secessione dell'Aventino, convinto che il fascismo dovesse essere combattuto con forza sino alla sua caduta. Propose inoltre la costituzione di un partito repubblicano-socialista.
Dopo l'attentato di Bologna contro il Duce, avvenuto il 31 ottobre 1926, Bergamo fu ingiustamente accusato di esserne il mandante e fu costretto alla fuga. Il 9 novembre fu dichiarato decaduto da deputato insieme agli aventiniani. Il 12 novembre, assieme a Nenni, raggiunse di nascosto Lugano, passando poi a Zurigo e infine a Parigi.
Qui riorganizzò la direzione del partito e partecipò alla Concentrazione antifascista come membro dell'opposizione, propugnando un completo rinnovamento culturale e politico che non lasciasse spazio alla monarchia. In questo periodo scrisse per L'Italia del popolo, periodico dei repubblicani in esilio, per L'Iniziativa di Alberto Jacometti e Il pungolo di Giuseppe Donati; altri articoli comparvero sul L'Oeuvre di Parigi e La dépéche di Tolosa. L'attività gli costò la privazione della cittadinanza italiana e la degradazione.
Nell'estate del 1928, a causa di attriti con i compagni di partito, lasciò la segreteria. Ciononostante, non abbandonò l'attività politica: dalla fine dello stesso anno tentò a costituire un'Internazionale repubblicana e, contemporaneamente, formulò la sua teoria sul "nazionalcomunismo". Queste posizioni, spesso propugnate con violenta polemica, ne provocarono l'isolamento negli ambienti antifascisti, cui rispose con l'attività pubblicistica. I suoi articoli ebbero risonanza anche in Italia e vennero discussi da Il Popolo d'Italia, dalla Bibliografia fascista.
Nel 1931 pubblicò a Parigi La France et l'Italie sous le signe du Latran, incentrato sul concetto di laicismo integrale e sulla necessità di una repubblica francoitaliana di stampo federale. Nella stessa città diede alle stampe Donati o dell'esilio, in polemica con la Concentrazione, e a Marsiglia De l'Etat Barbare ou l'arbitraire comme conception juridique dans la Iègislation fasciste. Nel 1932, ispirato da Raffaele Rossetti, scrisse una serie di Lineamenti di programma repubblicano in cui chiarì la sua linea politica. A questi seguì Saturnia o l'elogio della discordia, una delle sue opere meglio riuscite: ancora una volta si scagliava contro la Concentrazione, che riteneva una forzatura perché costituita da personalità che avevano propugnato una politica su cui proprio il fascismo si era basato; essa era di fatto una realtà immobile, che aveva perso il contatto con la realtà italiana. Dello stesso anno è la prefazione all'Antifascismo nuovo di Antonio Pesenti.
Nel 1932 il Duce lo invitò a rientrare in Italia, ma Bergamo rispose che lo avrebbe fatto solamente se "alla testa di tutti gli emigrati politici".
Tra il 1933 e il 1934 editò la rivista quindicinale I novissimi annunci, in cui argomentava le sue teorie sull'"opposizione storica", ovvero le cause storiche del fascismo, e sul "nazionalcomunismo"; la pubblicazione veniva regolarmente inviata a Mussolini. Nel 1935 pubblicò, ancora a Parigi, Un italien révolté, una collezione di epistole a personalità francesi, inglesi e italiane dove condannava la politica fascista in Etiopia e l'ipocrisia della Società delle Nazioni.
Nel 1938-39 entrò nella Lega internazionale dei combattenti per la pace e scrisse per Le barrage, il giornale della stessa organizzazione diretto da Henri Guilbeaux e Marcelle Capy.
Con l'occupazione della Francia da parte dei Tedeschi Occupata nel 1940 la Francia dai Tedeschi, Bergamo fu impegnato nell'aiuto di ebrei e antifascisti.
Sul finire del 1943 Mussolini, mediante un agente, gli chiese nuovamente di rimpatriare perché partecipasse alla stesura della costituzione della Repubblica Sociale Italiana. Ancora una volta rifiutò e non volle tornare nemmeno alla fine della guerra, dando una risposta simile a Mario De Gasperi nel 1946, ritenendo che la nuova democrazia italiana non aveva imparato nulla dalle vicende degli ultimi decenni. In questo periodo, tuttavia, si impegnò a riabilitare l'immagine del Paese di fronte all'opinione pubblica francese; rilevante, in quest'ambito, la lettera aperta al ministro degli esteri Georges Bidault. Con suo fratello Guido, rifiutò la carica di senatore di diritto che gli sarebbe spettata, in quanto ex aventiniano, nel nuovo parlamento repubblicano.
Divenuto consigliere legale dell'editore Cino Del Duca, dedicò i suoi ultimi anni alla poesia e ad alcune collaborazioni con periodici italiani.

## Opere
- Mario Bergamo, Parola alle donne, Vianello, Treviso, 1913.
- Mario Bergamo, L’arbitraire comme conception Juridi que, E.S.I.L., Marseille, 1931.
- Mario Bergamo, De l’etat barbare ou l’arbitraire comme conception juridique dans la legislation fasciste, E.S.I.L., Marseille, 1931.
- Mario Bergamo, La France et l’Italie sous le signe du La tran ou la République fédérale franco-italienne sous le si gne du laicisme intégral ; une lettre du comte C. Sforza et les opinions de G. Guy-Grand et G. Salvemini, S.E.P.I., Paris, 1931.
- Mario Bergamo, Donati, o Dell’esilio, Biblioteca Inter nazionale, Paris, [dopo il 1931].
- Mario Bergamo, Lineamenti di programma repubblica no, SFIC, Paris, 1932.
- Mario Bergamo, Saturnia o l’elogio della discordia, Respublica, Parigi, 1932.
- Mario Bergamo, I Novissimi Annunci, “Giornale francobollo” Quindicinale a cura dei Comitati R.E.S. “Repubblica e Socialismo”, Parigi, 1933-1935.
- Mario Bergamo, Un italien révolté, G. Mignolet & Storz, Paris, 1935.
- Mario Bergamo, L’evasione: (note autobiografiche), [s.n.], Paris, 1944.
- Mario Bergamo, Elegia materna, [s.n.], Paris, 1945.
- Mario Bergamo, Italia e giustizia, Impr. Garagnani, Paris, 1953.
- Mario Bergamo, L’evasione e la fuga, M. Gastaldi, Mila no, 1956.
- Mario Bergamo, L’evasione e la fuga [versi], M. Gastaldi, (Tip. Saste, Soc. An. Stab. Tip. Editoriale), Milano, 1956.
- Mario Bergamo, L’Italia che resta: saggi e polemiche, Ci no del Duca, Milano, 1960.
- Mario Bergamo, Novissimo annuncio di Mussolini: prefazione mancata a ’40 anni con lui, Cino del Duca, Milano, 1962.
- Mario Bergamo, Giunco pensatore, nella stamperia di A. Tallone, Alpignano, 1963.
- Mario Bergamo, Nazionalcomunismo, Cino Del Duca, Milano, 1965.